# Krásná Hora nad Vltavou
Krásná Hora nad Vltavou é uma comuna checa localizada na região da Boêmia Central, distrito de Příbram.